# ʿAbd al-Karīm al-Dschīlī
ʿAbd al-Karīm al-Dschīlī (arabisch عبد الكريم الجيلي, DMG ʿAbd al-Karīm al-Ǧīlī) (geboren 1365; gestorben um 1424) war ein Sufi-Sheikh und Nachkomme des bekannten Mystikers Abd al-Qadir al-Dschilani.

## al-Insān al-kāmil
Sein literarisches Werk al-insān al-kāmil (Der vollkommene Mensch) wird zu den Meisterwerken der Sufi-Literatur gezählt. Mit diesem Werk gilt Abdul Karim Dschili als der bedeutendste unter denen, die das Werk Ibn Arabis systematisiert haben.